# Uglješa Mrnjavčević

Los Balcanes orientales a mediados del siglo xiv. En el mapa se aprecia el territorio de Jovan Uglješa, en torno a Serres.

Uglješa Mrnjavčević (en serbio: Јован Угљеша Мрњавчевић, búlgaro: Иван/Йоан Углеша), también conocido como Jovan Uglješa, fue un déspota y hermano del gobernante serbio Vukašin Mrnjavčević.
Después de la muerte del zar Esteban Dušan, Jovan Uglješa se declaró como señor feudal independiente. Su reino estaba situado a lo largo del curso inferior del río Struma con la ciudad de Serres como capital. Después él asumió el título de Velik Vojvoda (Gran Duque) Uglješa fue declarado un déspota en 1365, desde cuya posición hizo una importante donación a los monasterios del Monte Athos. Su reino estuvo bajo la jurisdicción religiosa del Patriarcado de Constantinopla desde 1368. El patriarca menciona al señor de Serbia Uglješa, en una carta de 1371.

## Muerte y legado
Con la creciente amenaza otomana en los Balcanes, Uglješa y su hermano Vukašin trataron de oponerse a los turcos. Lamentablemente sus tropas fueron destrozadas por los comandantes otomanos Lala Shahin Bajá y Gazi Evrenos en la batalla de Maritza en 1371. La derrota dio lugar a que grandes porciones de la región de Macedonia cayeran bajo el poder otomano. Además, los dos hermanos fueron asesinados durante el combate. Su coraje y sacrificio los hizo héroes en la poesía épica búlgara y serbia.